# Margarida I de Borgonya
Margarida de França o Margarida I de Borgonya (1309 - 9 de maig de 1382), va ser princesa de França, Comtessa de Borgonya i comtessa d'Artois de 1361 a 1382.

## Biografia
Margarida de França va néixer el 1309, filla petita del rei Felip V de França i de la comtessa Joana II de Borgonya i d'Artois.
El 1320, es va casar amb el comte Lluís I (vers 1304-1346), comte de Flandes com a Lluís I (1322-1346), comte de Nevers com a Lluís II (1322-1346) i comte de Rethel com a Lluís II (vers 1325-1346), unió de la que va néixer:
- Lluís II de Flandes (1330-1384), dit Lluís II de Male, comte de Flandes i Lluís III, comte de Nevers i de Rethel (1346-1383), comte de Borgonya i d'Artois.

En la complicada herència del darrer duc de Borgonya de la dinastia capeta Felip I els comtats de Borgonya i d'Artois van anar a parar per legítima herència a la seva bestia Margarita de França que fou Margarida I de Borgonya i d'Artois.
A la seva mort, el 1382, el seu fill Lluís va heretar els dos títols. Fou enterrada a l'abadia reial de Saint-Denis.
La seva neta, la comtessa Margarida III de Flandes dita també Margarida de Dampierre, hereva dels comtats de Flandes, Nevers, Rethel, Brabant i Limburg, va ser casada el 14 de maig de 1357 al seu cosí el duc Felip I de Borgonya i, que en aquestos títols, de manera nominal i com a «consort» (uxor iure), va precedir la seva àvia quant a comtessa de Borgonya i Artois. Finalment, a la mort el 1384 del seu pare Lluís II de Flandes, Margarida de Dampierre va heretar suo iure el mateixos dos títols.